# Découpage
Découpage (eller decoupage) er dekoration og udsmykning som farvet udklippet papir eller bladguld, der klæbes på genstande som æsker eller kunstværker. Efter udsmykningen påføres 30-40 lag lak, som bliver slebet. Découpager har i Europa været kendt siden det 18. århundrede.

## Trivia
- Dronning Margrethe II har i 2002 illustreret en udgave af Karen Blixens Syv fantastiske Fortællinger med découpager.